# Balneário do Caldas
Balneário do Caldas est une station thermale de la ville de Barbalha dans l’État de Ceará. Précisément, elle est située dans le Chapada do Araripe du district de Caldas.
Son extension pourrait menacer l'habitat de l'une des espèces d'oiseaux les plus menacées, le manakin d'Araripe.